# Jesse Speight
Jesse Speight (Greene megye, 1795. szeptember 22. – Columbus, 1847. május 1.) az Amerikai Egyesült Államok szenátora (Mississippi, 1845–1847).